# Êutico

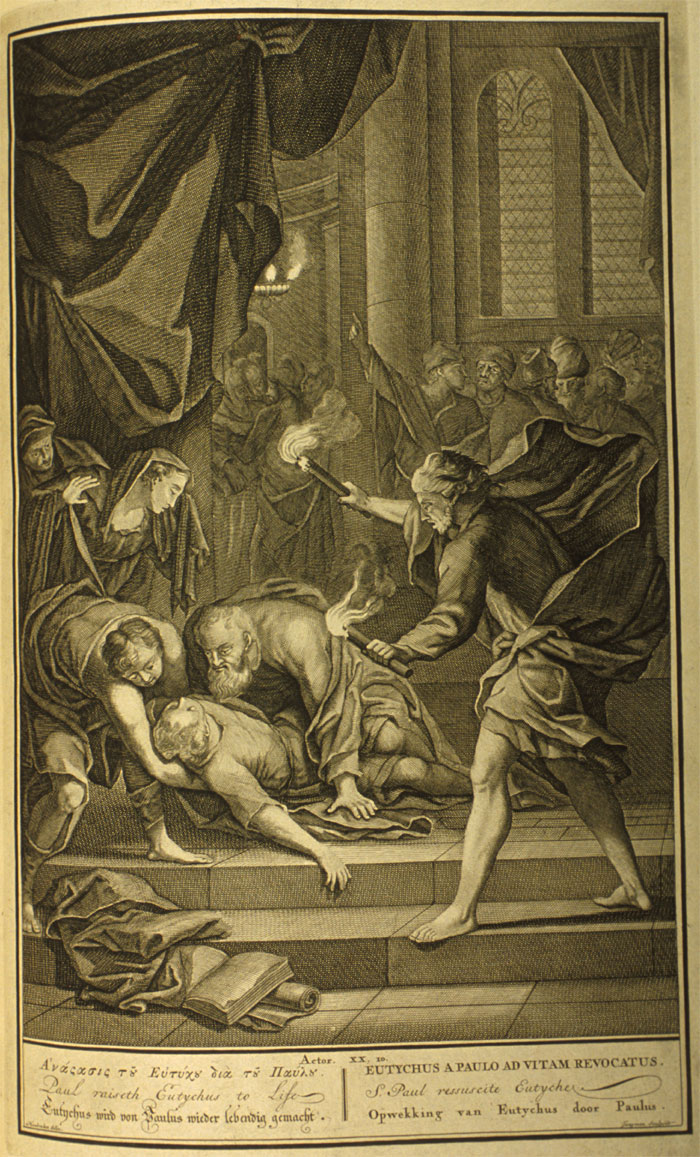
Paulo levanta Êutico a Vida, de Figures de la Bible, 1728.

Êutico (em grego: Εὔτυχος ), foi um jovem (ou ainda adolescente) de Trôade atendido pelo apóstolo Paulo. Êutico adormeceu durante uma natural pregação longa de Paulo, ele adormeceu em sono profundo e acabou caindo do terceiro andar de uma janela. Paulo então vendo a situação, percebeu que ele estava morto, mas viu também que sua alma nele estava, e o abraçou trazendo o jovem novamente à vida pela fé no poder de Deus. Isto é o que está relatado do Novo Testamento no Livro de Atos, capitulo 20:7-12.

## Referencias
1. ↑  https://www.biblegateway.com/passage/?search=Acts+20%3A7-12&version=KJV

## Ligações Externas
- The Case of Eutychus, Christian Courier